# 普里馬韋拉 (智利)
52°43′S 69°15′W / 52.717°S 69.250°W

普里馬韋拉（西班牙語：Primavera），是智利的城鎮，位於該國南部麥哲倫-智利南極大區的火地省，始建於1927年12月30日，面積4,614.2平方公里，海拔高度12米，2012年人口545人，人口密度每平方公里0.12人。